# 주산하마촌
주산하마촌(十三浜村)은 미야기현 모토요시군에 설치되었던 촌이다. 현재의 이시노마키시에 해당한다.